# I Wanna Be Around
„I Wanna Be Around“ je populární píseň, kterou napsali Sadie Vimmerstedt a Johnny Mercer a poprvé vyšla v roce 1959. V pozdějších letech ji nahrála řada dalších interpretů, mezi které patří Tony Bennett (1962), Aretha Franklinová (1963) nebo Frank Sinatra (1964). V roce 2001 píseň nazpíval John Cale; jeho verze vyšla na albu Small World Big Band britského moderátora a klavíristy Joolsa Hollanda.